# Jay Russell
Jay Russell (nascido em 10 de janeiro de 1960) é diretor de filmes e produtor executivo norte-americano.